# Micromus sjostedti
Micromus sjostedti is een insect uit de familie van de bruine gaasvliegen (Hemerobiidae), die tot de orde netvleugeligen (Neuroptera) behoort. 
Micromus sjostedti is voor het eerst wetenschappelijk beschreven door Van der Weele in 1910.